# 1760年代
| 千纪： | 2千纪                                                                                            |
| 世纪： | 17世纪 \| 18世纪 \| 19世纪                                                                       |
| 年代： | 1730年代 \| 1740年代 \| 1750年代 \| 1760年代 \| 1770年代 \| 1780年代 \| 1790年代                 |
| 年份： | 1760年 \| 1761年 \| 1762年 \| 1763年 \| 1764年 \| 1765年 \| 1766年 \| 1767年 \| 1768年 \| 1769年 |

## 大事记
- 9月15日－筑乌鲁木齐新城，名迪化。
- 俄国渔船更加频繁地去千岛群岛。不久后岛上虾夷族都加入了俄国国籍。
- 1768年福建泉州同安的陳家三兄弟 燿綿 燿顯 燿猛移居臺灣，定居於彰化縣芳苑鄉草湖村一帶。

## 出生
- 1760年，嘉庆帝，清朝皇帝。
- 1760年，基斯頓·卡曼，法國數學家。
- 1762年，斯賓塞·珀西瓦爾，英国政治家。
- 1762年，費希特，德國哲學家。
- 1763年，約瑟芬，拿破崙第一任妻子。
- 1764年，约翰·古德利克，英籍荷蘭裔聋哑天文学學家。
- 1768年，法蘭茲二世，神聖羅馬帝國皇帝。
- 1769年，拿破崙，法國軍人、法蘭西第一帝國皇帝。

## 逝世
- 7月17日——彼得三世，俄羅斯帝國皇帝。（1728年出生）